# Yves Boissier
Yves Boissier (Montélimar, 27 gennaio 1944) è un ex schermidore francese, vincitore di due medaglie d'oro ed una d'argento ai campionati mondiali di scherma.